# Dia internacional del ioga
El Dia internacional del ioga se celebra anualment el 21 de juny des de 2015. L'Assemblea General de les Nacions Unides aprovà aquesta jornada el 2014 i s'ha celebrat internacionalment des d'aleshores. El ioga és una pràctica física, mental i espiritual que es va originar a l'antiga Índia. El primer ministre indi, Narendra Modi, en el seu discurs de l'ONU el 2014, havia suggerit la data del 21 de juny, ja que és el dia més llarg de l'any a l'hemisferi nord i comparteix un significat especial a moltes parts del món. 

## Origen

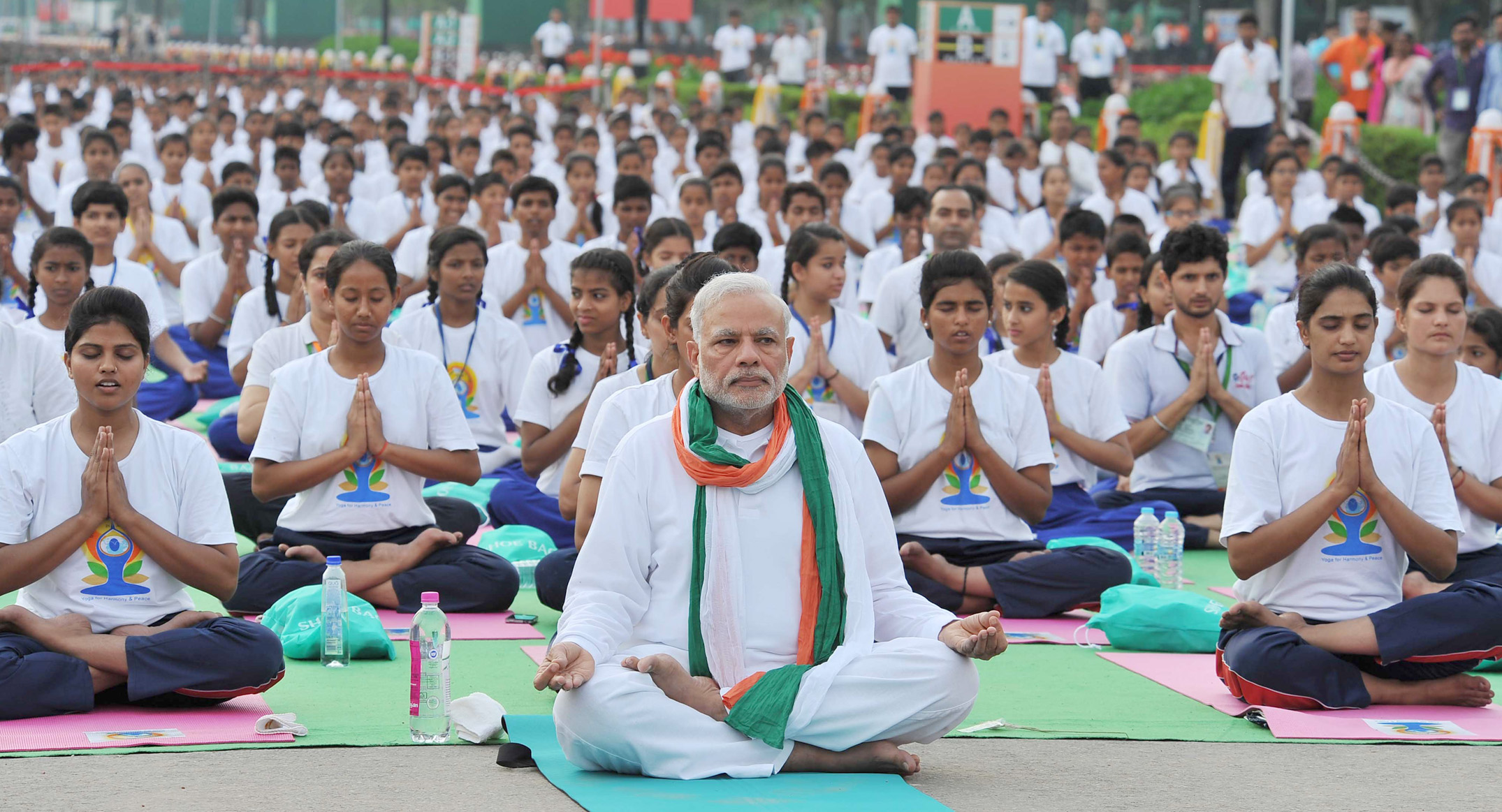
El primer ministre Narendra Modi a les celebracions del Dia del Ioga a Nova Delhi, 21 de juny de 2015

La idea d'aquesta diada dedicada al ioga, proposada inicialment per Gurudev Sri Sri Ravi Shankar, va ser promoguda pel primer ministre de l'Índia, Narendra Modi, durant el seu discurs a l'Assemblea General de les Nacions Unides, el 27 de setembre de 2014.
Arran d'aquesta proposta inicial, l'ONU va adoptar el projecte de resolució, titulat "Dia del ioga", el 2014. Les consultes van ser convocades per la delegació de l'Índia. El 2015, el banc de l'Índia va emetre una moneda commemorativa de 10 rupies en motiu del dia internacional del ioga. L'abril de 2017, l'Administració Postal de les Nacions Unides va emetre 10 segells amb asanes en record de la diada.

## Gènesi del ioga
Ioga en sànscrit, योग, literalment vol dir unió. Aquesta unió es dona amb el cosmos. De fet, es tracta d'una manera d'unir un 'jo individual' (ésser viu) conscientment amb el Cosmos del qual l'individu forma part. Segons les llegendes hindús, Shiva es considera l'origen del ioga. Es diu que és l' Adiyogi, el primer iogui (adi = "primer"). El solstici d'estiu té importància en la cultura ioga, ja que es considera que és l'inici del ioga. El ioga va ser difós pels Saptarishis. Els Vedes expliquen com el segon ensenyament de Shiva com a Adiyogi es va dedicar als Saptarishis. El déu estigué assegut en meditació durant anys. Mentrestant, molta gent s'hi acostà encuriosida, però sempre marxaven ja que Shiva romania immòbil. No obstant això, set persones decidiren aprendre del déu i van quedar-se amb ell, quiets, durant 84 anys. Després d'aquest període, el dia del solstici d'estiu, quan el sol estava canviant del nord al sud, Shiva se n'adonà de la presència d'aquests 7 éssers i ja no els va poder ignorar més. La següent lluna plena, 28 dies després, Shiva es va convertir en l'Adiguru (el primer mestre) i va transmetre la ciència del ioga als Saptarishis.